# Dirk Buysero
Dirk Buysero (Den Haag, 8 mei 1644 - Rotterdam, 1708) was een Nederlands librettist, toneelschrijver en dichter.
Buysero was gelegenheidsdichter en veeleer een beschermer der dichters dan een voornaam beoefenaar van de dichtkunst. Hij speelde echter wel met een respectabel aantal toneelstukken en zijn werk als librettist een beslissende rol in de totstandkoming van de Nederlandse operacultuur.

## Biografie

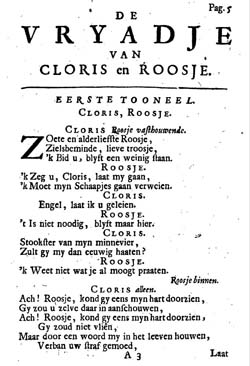
Libretto van "Vryadje van Cloris en Roosje"

Buysero, heer van Heeraertheiningen, zoon van Laurens Buysero en diens tweede vrouw Elisabeth de Vlaeming van Outshoorn, genoot zijn opleiding grotendeels in Duisburg. Op 27 augustus 1661 begon hij zijn studie tot jurist te Leiden. In 1662 gaf hij een vertaling uit van het blijspel Heauton Timorumenos van Publius Terentius Afer. Na een reis naar Parijs bracht hij na zijn terugkomst in Nederland een gedicht uit met de titel Korte beschrijvingen van Parijs: en de manieren en zeden van die haer daer onthouden.
Hij werd in 1667 benoemd tot secretaris van Vlissingen en trad het jaar daarop toe tot de raad van die stad. In 1669 trouwde hij met Anna Velters. In 1670 publiceerde hij het treurspel Astrate, koning van Tyrus, een vertaling van Astrate, roi de Tyr van Philippe Quinault. Buysero woonde bij een familiebezoek in Amsterdam een vergadering van het kunstgenootschap Nil Volentibus Arduum bij en bezocht Joost van den Vondel die in 1671 Ovidius herscheppinge (een vertaling van Metamorfosen) aan hem opdroeg.
In mei 1674 nam Buysero als afgevaardigde van Zeeland zitting in het college der admiraliteit van de Maas en verhuisde hij naar Rotterdam. Van zijn hand verschenen ook Harderszang in 1675, een vertaling van Molières Amphytrion in 1679 en Triomferende min, vredesspel in 1680, een van de eerste Nederlandse opera's (muziek van Carel Hacquart). Buysero schreef verder ook De vryadje van Cloris en Roosje (1688), Min en wynstryd (1697) en, postuum verschenen, Arlekyn, versierde erfgenaam, een bewerking van Paul Scarrons L'héritier ridicule.

## De bruiloft van Kloris en Roosje
In 1688 verscheen Buysero's herdersspelletje Vryadje van Cloris en Roosje. Jacob van Ryndorp bewerkte dit stuk in 1700 als De bruiloft van Kloris en Roosje, dat jaarlijks in een aangepaste bewerking rond nieuwjaar opgevoerd als vrolijk sluitstuk van de avond na Gijsbrecht van Aemstel. De bruiloft van Kloris en Roosje was een goede gelegenheid om op een luchtige manier terug te blikken op het voorgaande jaar en kan gezien worden als de voorloper van de oudejaarsconference.

## Werken

### Poëzie
- Korte beschrijvingen van Parijs: en de manieren en zeden van die haer daer onthouden, 1966
- Tafelspelletje ter bruilofte van Antony Tael en Brechtland Brasser, 1691
- De Rijswijkse vredevreugd, 1697

### Toneel
- Harderszang, 1675
- Triomferende min, vredesspel, 1680
- De vryadje van Cloris en Roosje, 1688
- Min en wynstryd, 1679
- Arete, of strijd tusschen den pligt en min, 1692
- Bedriegerijen van Sapijn, 1696
- De bruiloft van Kloris en Roosje, 1707
- De geschaakte gezusters
- Gezusters, of bewogen huwelijkshaters
- De schoonste, of het ontzet van Scheveningen
- Verliefde poëet

### Vertalingen
- Heautontimorumenos (Publius Terentius Afer)
- Astrate, koning van Tyrus (Philippe Quinault)
- Amphitruo (Molière)
- Arlekyn, versierde erfgenaam (Paul Scarron)